# Aravir
Aravir es un personaje ficticio creado por J. R. R. Tolkien, que aparece en los apéndices de la novela El Señor de los Anillos. Es un dúnadan, hijo de Aranuir. Su nombre está compuesto en la lengua sindarin y puede traducirse como «joya real».

## Historia
Nacido en Rivendel en el año 2156 de la Tercera Edad del Sol. A la muerte de su padre en el año 2247 T.E., Aravir se convirtió en el cuarto Capitán de los Dúnedain del Norte. Durante su reinado no ocurrió ningún hecho de relevancia, pues todavía reinaba la Paz Vigilante.
Gobernó durante 72 años y murió en el año 2319 T.E., con 116 años de vida, y fue sucedido por su hijo Aragorn I.